# Diamond Dogs (film)
Pour les articles homonymes, voir Diamond Dogs (homonymie).
Pour plus de détails, voir Fiche technique et Distribution.
Diamond Dogs est un film d'action sino-canadien réalisé par Shimon Dotan et Dolph Lundgren (sous le pseudonyme de "Samuel Dolhasca") en 2007.

## Synopsis
Mongolie-Intérieure. Ruiné par un business de sécurité foireux, Xander Ronson est endetté jusqu'au cou. Pour arrondir ses fins de mois, il participe à des combats clandestins.
Arrêté par la police locale, le voilà confronté à un choix : rembourser ses créanciers dans les 4 semaines qui suivent ou aller en prison...
Quel sera son choix ? 

## Distribution
- Dolph Lundgren : Xander Ronson
- Yu Nan : Anika
- Xue Zuren : Ang Shaw
- William Shriver : Chambers